# Klubi Sportiv Luftëtari Gjirokastër
Il Klubi Sportiv Luftëtari Gjirokastër, più semplicemente Luftëtari o Luftëtari Argirocastro, è stata una società calcistica albanese con sede nella città di Argirocastro.
Nella stagione 2016-2017 ha militato nella Kategoria Superiore, la massima divisione del campionato albanese.
Il club è stato abbandonato nel 2020 a causa di una cattiva gestione finanziaria, i giocatori stavano lasciando il club per intraprendere una carriera altrove. Fu fondata una nuova squadra, denominata AF Luftëtari, terza divisione del calcio albanese della FSHF.

## Storia
Il club è stato fondato nel 1929 col nome di Shqiponja Gjirokastër. Shqiponja significa "aquila".
Nel 1949, venti anni dopo, si ribattezzò semplicemente come Gjirokastër, ovvero il nome della città, mentre nel 1951 fu nuovamente rinominato come Puna Gjirokastër.
Puna significa "lavoro".
Poi sette anni più tardi ci fu un altro cambio di nome, con l'adozione, per la prima volta, dell'attuale nome Luftetari che ha il significato di "guerriero".
Con questo nome la squadra raccolse il massimo successo della sua storia, il secondo posto del 1978. 
Nel 1992 la squadra adottò nuovamente il primo nome, Shqiponja Gjirokastër. 
Nel 2000 ha adottato l'attuale nome, dopo che nel 2002 la squadra retrocesse dalla massima divisione, la squadra approfittò del cambio nel sistema dei campionati albanesi (allargato da 10 a 12 squadre partecipanti) per riconquistare la Kategoria Superiore nel 2006, ma retrocesse al termine della stagione.

## Società

### Organigramma societario
- Grigor Tavo - Presidente
- Llambro Tavo - Vice-Presidente
- Arlind Nora - Segretario

### Sponsor
| Cronologia degli sponsor tecnici - 2014-2016 - Legea - 2016-2017 - Zeus Sport - 2017-2018 - Joma - 2018-oggi - Legea | Cronologia degli sponsor ufficiali - 2014-oggi - Belino |

## Allenatori e presidenti
| Allenatori - 2012 Nevil Dede - 2012-2013 Edi Martini - 2013 Arjan Bellaj - 2013-2014 Petraq Bifsha - 2014-2015 Bledar Devolli - 2016-2017 Mladen Milinković - 2017 Daniel Fernández - 2017-2018 Hasan Lika - 2018 Miloš Koštić - 2018-2019 Gentian Mezani - 2019-oggi Julian Ahmataj | Presidenti - ????-???? Mihal Deligjorgji - ????-oggi Grigor Tavo |

## Palmarès

### Competizioni nazionali
- Kategoria e Parë: 9

1933-1934, 1962-1963, 1965-1966, 1974-1975, 1988-1989, 1993-1994, 1998-1999, 2011-2012, 2015-2016

### Altri piazzamenti
- Campionato albanese:

Secondo posto: 1977-1978
Terzo posto: 2017-2018
- Coppa d'Albania:

Semifinalista: 1967-1968, 1981-1982, 1986-1987, 2018-2019
- Kategoria e Parë:

Secondo posto: 1953-1954, 1959-1960

## Statistiche e record

### Partecipazione ai campionati
| Livello | Categoria           | Partecipazioni | Debutto   | Ultima stagione | Totale |
| ------- | ------------------- | -------------- | --------- | --------------- | ------ |
| 1º      | Kategoria e Parë    | 22             | 1947      | 1997-1998       | 28     |
| 1º      | Kategoria Superiore | 6              | 1998-1999 | 2019-2020       | 28     |
| 2º      | Kategoria e Dytë    | 6              | -         | -               | 17     |
| 2º      | Kategoria e Parë    | 11             | 2000-2001 | 2012-2013       | 17     |
| 3º      | Kategoria e Tretë   | 0              | -         | -               | 3      |
| 3º      | Kategoria e Dytë    | 3              | 2011-2012 | 2011-2012       | 3      |

## Organico

### Rosa 2018-2019
Aggiornata al 31 gennaio 2019.
| N. |                      | Ruolo | Calciatore                |
| -- | -------------------- | ----- | ------------------------- |
| 2  | Albania (bandiera)   | D     | Aurel Demo                |
| 4  | Albania (bandiera)   | D     | Oltion Rapa               |
| 5  | Albania (bandiera)   | C     | Albano Aleksi             |
| 6  | Brasile (bandiera)   | D     | Jackson                   |
| 7  | Albania (bandiera)   | A     | Realdo Fili               |
| 8  | Albania (bandiera)   | C     | Erald Hyseni              |
| 10 | Giordania (bandiera) | C     | Angelos Chanti            |
| 12 | Albania (bandiera)   | P     | Shkëlzen Ruçi             |
| 13 | Albania (bandiera)   | D     | Armenis Kukaj             |
| 16 | Albania (bandiera)   | C     | Behar Ramadani (capitano) |
| 17 | Albania (bandiera)   | D     | Rustem Hoxha              |
| 19 | Albania (bandiera)   | C     | Elian Çelaj               |
| 22 | Albania (bandiera)   | C     | Maldin Ymeraj             |
| 23 | Albania (bandiera)   | D     | Donald Rapo               |

| N. |                               | Ruolo | Calciatore         |
| -- | ----------------------------- | ----- | ------------------ |
| 26 | Russia (bandiera)             | C     | Vladimir Esin      |
| 27 | Albania (bandiera)            | D     | Mërgim Neziri      |
| 30 | Albania (bandiera)            | C     | Donaldo Açka       |
| 39 | Grecia (bandiera)             | D     | Dimitrios Kotsonis |
| 44 | Albania (bandiera)            | C     | Aristotel Bella    |
| 45 | Albania (bandiera)            | P     | Avernold Qyrani    |
| 90 | Kenya (bandiera)              | A     | Ismael Dunga       |
| 99 | Albania (bandiera)            | A     | Aldrit Oshafi      |
|    | Albania (bandiera)            | P     | Andrea Shumeli     |
|    | Macedonia del Nord (bandiera) | D     | Riste Ilijovski    |
|    | Albania (bandiera)            | C     | Erind Jahelezi     |
|    | Albania (bandiera)            | A     | Sebastian Molla    |
|    | Albania (bandiera)            | A     | Dhimiter Andoni    |
|    | Ghana (bandiera)              | A     | Eric Warden        |

### Staff tecnico
- Allenatore:  Julian Ahmataj
- Vice-Allenatore: ?
- Team Manager: ?
- Preparatore dei portieri: ?
- Preparatore atletico: ?
- Medico sociale: ?

### Rosa 2017-2018
| N. |                    | Ruolo | Calciatore              |
| -- | ------------------ | ----- | ----------------------- |
| 1  | Grecia (bandiera)  | P     | Christos Athanasopoulos |
| 4  | Albania (bandiera) | D     | Oltion Rapa             |
| 5  | Albania (bandiera) | C     | Albano Aleksi           |
| 6  | Brasile (bandiera) | D     | Jackson                 |
| 7  | Albania (bandiera) | A     | Kristal Abazaj          |
| 9  | Albania (bandiera) | A     | Vasil Shkurtaj          |
| 10 | Albania (bandiera) | C     | Eduart Rroca            |
| 12 | Albania (bandiera) | P     | Shkëlzen Ruçi           |
| 15 | Albania (bandiera) | D     | Stiven Puçi             |
| 16 | Albania (bandiera) | C     | Behar Ramadani          |
| 19 | Uruguay (bandiera) | D     | Bruno Toledo            |
| 20 | Albania (bandiera) | D     | Orjad Beqiri (capitano) |
| 21 | Albania (bandiera) | A     | Dejvi Bregu             |
| 23 | Albania (bandiera) | D     | Donald Rapo             |

| N. |                    | Ruolo | Calciatore        |
| -- | ------------------ | ----- | ----------------- |
| 24 | Albania (bandiera) | D     | Stivian Janku     |
| 26 | Serbia (bandiera)  | D     | Ivan Jakovljević  |
| 27 | Albania (bandiera) | A     | Eri Lamçja        |
| 30 | Albania (bandiera) | C     | Lejdi Liçaj       |
|    | Brasile (bandiera) | D     | Marco Aurélio     |
|    | Albania (bandiera) | D     | Aurel Demo        |
|    | Albania (bandiera) | C     | David Boçaj       |
|    | Albania (bandiera) | C     | Adnand Shkurtaj   |
|    | Grecia (bandiera)  | C     | Christos Mingas   |
|    | Albania (bandiera) | C     | Kostandin Kondili |
|    | Albania (bandiera) | A     | Kejdi Balla       |
|    | Albania (bandiera) | A     | Sebastian Molla   |
|    | Albania (bandiera) | A     | Ardit Ziaj        |